# 加古川7人殺害事件
加古川7人殺害事件（かこがわ しちにんさつがいじけん）とは、2004年（平成16年）8月2日未明に兵庫県加古川市西神吉町大国で発生した大量殺人事件。無職の男が両隣に住む親類ら2家族の男女8人を刃物で刺して7人を殺害、1人に重傷を負わせた。裁判員制度開始前に一審で死刑判決が言い渡された最後の事件である（後述）。
犯人の男F（犯行当時47歳）は刑事裁判の第一審で「犯行時は完全な責任能力を有していた」として死刑を言い渡され、2010年の控訴審を経て2015年に最高裁で上告が棄却されたため確定。2021年に死刑が執行された。
地元紙の『神戸新聞』（神戸新聞社）は、事件から14年後の2018年7月31日に掲載された連載特集記事「プレーバック平成あの日」にて本事件を取り上げ、「のどかな田園風景が広がる加古川市の住宅地にかつてない衝撃が走った」と報じた。

## 加害者・元死刑囚F
本事件の加害者・元死刑囚Fは1956年（昭和31年）12月5日に3人兄弟（弟・妹が各1人）の長男として生まれた。
法務省（法務大臣：古川禎久）の死刑執行命令（2021年12月17日付）により、死刑囚（死刑確定者）Fは2021年（令和3年）12月21日に収監先・大阪拘置所で死刑を執行された（65歳没）。2009年に開始された裁判員制度以前の旧制度下における刑事裁判で死刑が確定した死刑囚は、Fが最後であった。

## 事件の経緯

### 背景
Fは少年時代から、本家に当たる伯母のX1（当時80歳）や、男性Y1（当時64歳）ら近所の住民から、自分の家族も含めて邪魔者扱いされていると感じており、恨みを抱いていた。Y1の家族に対しても自分の悪評を流されているなどと思い込み、2000年夏頃からガソリンを購入して殺害計画を立てていた。F宅の土地はX1名義で、X1が土地の所有者として固定資産税を払っており、事件直前にX1がF宅を訪れて税金の支払いを求めたところ、Fが憤慨して土地の譲渡を迫ったという。
Fは事件当時は東隣のX1宅、西隣のY1宅に挟まれた自宅に母親（当時73歳）と2人暮らしであった。県外の高校に進学後、自宅に戻り、職を転々としていたが、事件の約4年前から自宅敷地内にプレハブ小屋を建てて自家製のパンを焼き始めていた。パンの製造販売は一時は軌道に乗ったが、2年ほどで中止しており、その後は小屋に閉じこもりがちになり、近隣住民とのトラブルも多くなったという。事件の1，2年前からFは凶器の牛刀や自宅の放火に使用したガソリンを少しずつ買い足し、プレハブで保管するようになっており、プレハブからは100リットル以上のガソリンが押収された。
事件前日の2004年8月1日夕方、別の近隣住民男性が、F宅が見える庭で庭木に水を撒いていたところ、Fが突然自宅1階の窓を開け、険しい表情で睨み付けてきた。Fは男性から自宅を覗き込まれていると思い、男性と口論になり、Fと同居する母親が止めに入った。Fはこの住民を殺害しようと考えたが見失ったため、X1らの殺害を優先しようと思い直した。この件でFは同居する母親から強くとがめられ、過去の一連の近隣住民とのトラブルについても強い口調で注意された。

### 事件発生
翌8月2日午前3時頃、Fは予め用意していた刃渡り約15cmの大型牛刀2本と金槌のうち、牛刀1本と金槌を持って自宅の東隣にあるX1宅母屋に、隣接する離れのトイレの屋根伝いに脚立を使って2階から侵入し、最初にX1の次男X2（当時46歳）を牛刀で刺殺し、X1を金槌で殴りつけた。直後にいったん自宅に戻り、座布団の下に直前に使用した包丁と金槌を隠し、新しい包丁に持ち替えた後、X1宅から自宅を挟んで西に60m離れたY1宅に向かった。玄関の横の窓が開いていたため、そこからY1宅に侵入して就寝中のY1、妻Y2（当時64歳）、長男Y3（当時27歳）、長女Y4（当時26歳）の一家4人を次々と刺殺した。その後、いったんは自宅に戻ったが、X1が助けを求める声を聴いたため、再度X1宅に侵入した。騒ぎを聞いてX1宅に駆け付けたX1の長男X3（当時55歳、X1宅の東隣に夫婦で住んでいた）と、X3の妻X4（当時50歳）夫婦を襲いX3を殺害、X4にも一時意識不明の重体となる重傷を負わせ、逃げようとしたX1を刺殺した。
一連の殺傷行為をわずか40分で終えた直後の同45分頃、FはX1宅の西隣・Y1宅の東隣にある木造2階建ての自宅で、畳や布団の上にガソリンをまいてライターで火をつけ放火した。その結果自宅と隣のプレハブ小屋計160㎡が全焼したが、同居していた母親は直前にFにより避難させられており、怪我はなかった。8月2日の捜査本部と加古川市中央消防署による現場検証で、F宅からはガソリン入りの携行缶が、車内からもガソリン入りのプラスチック容器数個が見つかった。その後の調べではFが2家族を襲撃後、いったん自宅に戻り、準備していたガソリンをまいて放火し、その直後に軽自動車で逃走したことが判明した。
Fは自宅を放火した後、近所（F宅から南東約4km）に住む弟宅を一人で訪れ、車に積んでいたガソリンの容器を示して「多数の人を殺した。母を頼む。わしはこのガソリンに火をつけて自殺する」と話し、さらに容器を車から降ろし、頭からガソリンを被って焼身自殺しようとしたが、弟に制止されたためその場を立ち去った。

### 近隣住民とのトラブル
Fは事件前から、以下のような近隣住民とのトラブルを起こしていた。
加古川署には2001年7月下旬頃と翌2002年7月下旬頃の計2回にわたって近隣住民から「Fから石を投げられて訳の分からないことを言われ、迷惑している。14，15年ほど前から続いている」「物を投げられ不安だ」などの相談を受けていた。署は相談者らと話し合った結果、パトカーの巡回などパトロールを強化したが「仕返しが怖いから本人と接触はしないでほしい」という住民の意向を受け、Fから事情聴取するなどはしなかったという。以前、包丁を持ったFに自宅に押し入られたことを署に相談したが「現行犯でなければ逮捕できない」と言われたという現場周辺の住民からは「警察は問題がある人間（F）がいることは知っていたはずだ。なぜ未然に防げなかったのか」と警察の対応を批判した。
またこれとは別に、2002年7月下旬から8月頃にかけて、現場を管轄する交番に対して近隣住民が「Fが自宅付近をうろうろしていて不安だ」という相談をしていた。相談を受けた警察官はF宅を訪ねた他、パトロールを強化していた。
- 刃物を持った姿を見かけられたり、車のドアを開閉する音や飼い犬の鳴き声を巡り、近所の家に怒鳴り込んでいた[2]。
  - 数年前、現場近くに住む80代女性は飼い犬を巡ってFとトラブルになり「殺してやろうか」などと脅されていた[2]。
- 住民らが立ち話をしていると「自分の悪口を言うな」と怒鳴り込んできたことがあった[2]。
- 畑仕事をしている人に石を投げつけるなどし、石を投げられた住民は警察に相談したことがあった[2]。
- 車の通行を巡りY1とトラブルになり、Y1を車から引きずり出して地面に押し倒し、Y1の長男Y3が警察に通報しパトカーが出動する騒ぎがあった[2]。その後も2人は険悪な関係で[18][15]、住民はFとY1が事件の1年ほど前にも路上でつかみ合いの喧嘩をした、という話を聞いたことがあるという[2]。
- 小学生時代から家庭内暴力があった[2]。
- 住人の話では、事件の約3年前にFの対応に苦慮していた住民数十人が地区の公民館に集まり、町内会長が交番にパトロールを増やすよう要請していた[18][15]。

8月16日に開かれた兵庫県議会警察委員会で、兵庫県警は事件前に近隣住民らからFに関して相談を受けていたことについて「対応は適切だった」との見解を改めて示した上で、相談業務の在り方を検討するプロジェクトチームを県警本部に設置することを明かした。

## 捜査
午前3時半頃に兵庫県警察加古川警察署に「X1宅に男が侵入し、家族が血を流して倒れている」とX3宅から110番通報があり、加古川署員が現場に駆け付けたところ、X1宅、Y1宅でそれぞれ4人の男女計8人が倒れているのが見つかり、その後X4を除く7人全員の死亡が確認された。110番の受信記録によると事件現場からの通報は計2回あり、いずれもX3宅の電話からだった。1回目は午前3時半頃にX3本人から、2回目は同41分頃でX3の次女とみられる女性からだった。X1宅の電話線が切断されており、最初の通報ではX3が約6分間にわたり「母が頭から出血している。電話線が切られた」などと通報していた。
地元紙『神戸新聞』（神戸新聞社）は事件現場からの火災の第一報を受けて当初は「民家火災」として取材を開始したが、時間経過とともに「8人が刺され7人が死亡した」陰惨な事件の全貌が明らかになった。
午前4時10分頃、Fは加古川市内の現場から南約1kmの国道2号加古川バイパスの加古川西ランプ付近を軽自動車で走行していたが、赤信号で止まっていた際、事件の通報を受けて現場に向かっていた加古川署のパトロールカーが偶然すぐ後ろに停車した。そのためにFは青信号に変わった直後、車を急発進させて道路脇の信号機の柱に衝突、車は炎上した。捜査本部は車内にガソリンをまき、再び焼身自殺を図った疑いがあるとみた。その後の取り調べで、Fが道路側壁に車を激突させたのは自殺するためだったことが判明した。
Fは署員に救出された際、両腕に重度の火傷を負っており、神戸大学医学部附属病院に入院したが、命に別状はなく「長年の恨みで人を殺した。自宅にも放火した」などと自供してすぐに署に同行を求めた。その後、FがX1一家とY1一家にそれぞれ恨みやトラブルがあったことを認める供述をしたことから、兵庫県警捜査一課は加古川署に捜査本部を設置し、X1に対する殺人容疑でFの逮捕状を取った。車内からは凶器とみられる大型の牛刀が2本見つかり、10月14日までには牛刀2本とは別にハンマーも凶器に使っていたことが判明した。牛刀2本は2つの現場で、それぞれ1本ずつ使い分けていた疑いも強まった。
殺害された7人はいずれも首から胸、腹などを数か所ずつ深く切られていた。屋外で発見されたX1の遺体は後頭部にも多数の切り傷があり、Fから逃げようとして切られたとみられる。
X1宅への侵入経路となった、X1宅母屋に隣接する南西の離れのトイレの屋根から、侵入口の2階の窓までは数mの距離で、移動が比較的容易であることから、Fは下見を繰り返して侵入経路を調べたとみられる。
Fは、犯行に至った経緯について「長年にわたって周囲から『変わった男』と言われたり、悪口を言われたりしていた。最初から殺すつもりだった」「周囲に邪魔者扱いされた積年の恨みを晴らしたかった。一言で表現できるような恨みではない」と供述し、2家族を襲撃後に自宅を放火したことを認めた上で、その理由について「土地や建物を巡って揉めたことがあったから」と語った。土地の所有権をめぐりX1とトラブルになっていた件については「自宅の土地が自分の物でなく、見下されていた」とも供述した。
2004年8月31日、両手足のやけどで入院していたFの回復を受け、兵庫県警捜査一課の加古川署捜査本部はFをX1一家3人に対する殺人・X4に対する殺人未遂容疑で逮捕し、9月2日に神戸地方検察庁に送検した。
神戸地検は2004年9月13日午後に「刑事責任能力を問える可能性は高いが、執拗に刃物で被害者らを刺すなどした犯行の特異性を考慮し、鑑定結果を待って刑事処分を判断する』として、Fの簡易精神鑑定を行うことを決めた。Fはこの日、勾留中の加古川署から医療機関に身柄を移送され、専門家による問診・心理テストなどを受けた。
神戸地検が簡易精神鑑定の結果、刑事責任能力に問題はなかったと結論付けたことを受け、勾留期限が切れる2004年9月22日に兵庫県警捜査本部はX1一家に対する殺人・同未遂容疑を処分保留にした上で、Y1一家4人に対する殺人容疑でFを再逮捕した。
2004年10月5日より、兵庫県警捜査一課の加古川署捜査本部はFを初めて事件現場に立ち会わせ、X1宅・Y1宅それぞれの現場検証を始めた。
2004年10月14日、神戸地検はFを殺人罪などで神戸地方裁判所に起訴した。その後、2004年10月27日に兵庫県警捜査一課加古川署捜査本部はFを、自宅に火をつけて全焼させた現住建造物等放火容疑で神戸地検に追送検し、一連の捜査を終えた。神戸地検は2004年11月4日、同罪でFを神戸地裁に追起訴し、一連の捜査が終結した。

## 刑事裁判

### 第一審・神戸地裁
初公判は2005年1月28日に神戸地方裁判所（笹野昭義裁判長）で開かれ、検察側は冒頭陳述で「Fは事件直前、別の近隣住民も殺害しようとしていた」などと指摘し、Fは起訴事実を認めたが、弁護側は「近隣住民から迫害を受けているという被害妄想に陥り、妄想性障害の状態だった。犯行当時は心神喪失か心神耗弱の状態だった」と反論し、責任能力について争う姿勢を見せた。
第2回公判は2005年3月11日に開かれ、検察側が事件で生き残ったX4の「傷が癒えて、事件が心に重くのしかかるようになった」「事件で強いショックを受けたため、今でも左目が見えづらい。夫（X3）を奪われ、Fを恨んでも恨み切れない」などの強い被害感情を訴える供述調書を読み上げた。他にも4人の供述調書が読み上げられ、被害者遺族らはFの極刑を望む一方で「なぜ家族が殺されなければならなかったのかわからない」など、事件の真相解明を求める声が読み上げられた。
2006年10月12日、神戸地裁（岡田信裁判長）で開かれた公判で、神戸地裁は弁護側の請求を受けて実施した精神鑑定の結果として「Fは精神障害の一種である妄想性障害」と診断し「犯行時、物事の是非や善悪を判断する能力は著しく低下していたが、完全には喪失していなかった」とする結果を公表した。
検察側はこれを不服として別の鑑定人による再鑑定を求め、神戸地裁（岡田信裁判長）は2007年2月15日の公判で再鑑定を決定した。
このために公判は一時中断したが、神戸地裁（岡田信裁判長）は2008年11月18日までに「公判を2008年12月5日に再開する」と決定したため1年10か月ぶりに公判が再開されることとなった。
2009年2月26日に論告求刑公判が開かれ、神戸地検は被告人Fに死刑を求刑した。論告で神戸地検の検察官は「犯行当時、Fに刑事責任能力はあり、生命によって罪を償うべきだ」と述べた。
2009年4月9日に神戸地裁（岡田信裁判長）で開かれた最終弁論公判で弁護側は「公判中に2回実施された精神鑑定はいずれもFの完全な責任能力を否定している」と指摘し「親類らに攻撃されるとの妄想を募らせた上での犯行だった」と述べ、検察側の「親類への長年の恨みが動機」との主張に対しては「7人を殺害するほどの動機とは考えられず、事実を正しく評価していない」と反論し「Fは犯行当時、妄想性障害のため心神喪失か心神耗弱の状態だった」と述べ、無罪もしくは死刑回避を求めた。
2009年5月29日に第一審判決公判が開かれ、神戸地裁第4刑事部（岡田信裁判長）は検察側の求刑通り被告人Fに死刑判決を言い渡した。神戸地裁は「Fが親類らに理不尽な扱いを受けていると感じ、殺意を抱いたことは一般人でもあり得ることである」と指摘し、検察側による2回目の精神鑑定の結果を採用し「Fは当時精神障害ではなく、人格障害の特徴を有していたにすぎない」と結論付けた上で犯行当時のFの完全責任能力を認定し「冷酷かつ残忍な犯行で、7人の尊い生命が奪われた結果は重大である」と量刑理由を説明した。
被告人Fの弁護人は判決を不服として2009年6月1日付で大阪高等裁判所へ控訴した。

### 控訴審・大阪高裁
大阪高等裁判所での控訴審初公判は2010年2月26日に開かれ、弁護側は「事件当時は妄想性障害による心神耗弱状態で、限定的な責任能力しかなかった」と主張し、完全責任能力を認めて死刑を言い渡した第一審判決の破棄を求めた一方、検察側は控訴棄却を求めた。Fは被告人質問で一審同様、裁判官からの全ての問いかけに対し「答えたくありません」と述べた。
控訴審は当初初公判のみで即日結審し、判決公判は2010年4月23日に予定されていたが、判決期日直前の2010年4月19日付で大阪高裁（古川博裁判長）は判決期日を取り消して弁論を再開することを決めた。
2012年7月13日に大阪高裁の公判で、新たにFの精神状態を診断した精神科医が鑑定人尋問で「Fは事件の約2年前から妄想性障害となり、近隣住民とのトラブルを機に事件を起こした。犯行当時、善悪の判断能力は完全には失われていなかったが著しく低下しており、その判断に伴う行動が難しい心神耗弱状態だった」という鑑定結果を報告し、完全な責任能力を認定した第一審判決とは別の見解を示した。
2012年12月26日に控訴審最終弁論が開かれ、弁護側は改めて「Fは犯行当時、善悪判断が難しい心神耗弱状態だったのに、第一審判決が完全な責任能力を認めたのは誤りである」と死刑判決の破棄を、検察側は「妄想に基づく犯行ではない」として控訴棄却をそれぞれ求め結審した。
2013年4月26日に控訴審判決公判が開かれ、大阪高裁第4刑事部（米山正明裁判長）は第一審・死刑判決を支持して被告人F・弁護人側の控訴を棄却する判決を言い渡した。大阪高裁は被告人Fの妄想性障害を認めた一方で「責任能力の有無はFの性格や動機が形成された過程や、犯行様態などを具体的に検討する必要がある」と指摘し、以前から見過ごせない攻撃性や、親族らとの間での深刻な確執があったFの置かれた状況を考慮した場合、病的な障害が犯行当時の行動制御能力に著しい影響を及ぼしていたとは言えないと結論付けた。
判決後、会見した弁護人は「精神鑑定で心神耗弱と診断されたにも拘らずこんな判決が出て驚いている」と批判し、2013年5月7日付で判決を不服として最高裁判所へ上告した。

### 上告審・最高裁第二小法廷
2015年1月19日までに最高裁判所第二小法廷（千葉勝美裁判長）は上告審口頭弁論公判開廷期日を「2015年3月27日」に指定した。
2015年3月27日に最高裁第二小法廷（千葉勝美裁判長）で上告審口頭弁論公判が開かれ、弁護側は「親族間や近隣でのいじめに影響を受け過剰反応した妄想性障害で犯行時は心神耗弱状態だった」と死刑回避を主張した一方、検察側は「犯行は計画的で、完全責任能力を認めた一・二審判決に不合理な点はない」と上告棄却を求めた。
上告審判決公判開廷期日は当初「2015年4月24日」に指定されたが、最高裁第二小法廷（千葉勝美裁判長）は同期日直前の2015年4月14日までに判決公判期日を「2015年5月25日」に変更することを決定した。
最高裁第二小法廷（千葉勝美裁判長）は2015年5月25日に開かれた上告審判決公判で一・二審の死刑判決を支持して被告人Fの上告を棄却する判決を言い渡したため、死刑判決が確定することとなった。判決ではFの妄想性障害を認定した上で、責任能力については「Fの行動は目的に合わせて首尾一貫しており、犯行動機も了解可能だ」と指摘した上で「障害のために怨念を強くしたとはいえるが、犯行に与えた影響はその限度に留まる」として完全な責任能力を認定し、その上で「障害が犯行に一定の影響を与えたことなどを考えても、刑事責任はあまりにも重大だ」として一・二審の死刑判決は妥当だと結論付けた。
被告人Fは上告審判決を不服として最高裁第二小法廷（千葉勝美裁判長）へ判決訂正申立書を提出したが2015年6月10日付で棄却決定がなされたことで正式に死刑判決が確定した。

### 死刑執行
法務省（法務大臣：古川禎久 / 2021年12月17日付署名）の死刑執行命令により、死刑囚Fは2021年（令和3年）12月21日に収監先・大阪拘置所で死刑を執行された（65歳没）。同日には群馬パチンコ店員連続殺人事件の死刑囚2人（共に東京拘置所在監）についても死刑が執行された 。

## 事件後
事件後の2004年9月、加古川市・加古川署・県加古川健康福祉事務所（保健所）の三者は連絡会を設置した。連絡会は月1回の定例会で「精神保健上の取り組みが必要な事案について情報を共有・協議し、医療・福祉サービスの提供を検討する」もので、同様の三者連絡会の設置はその後も加古川市を含めて東播3市2町に拡大した。
本事件が発生した2004年8月から同年9月にかけては津山小3女児殺害事件（9月3日）、豊明母子4人殺害事件（9月9日）、栃木兄弟誘拐殺人事件（9月12日）、金沢市夫婦強盗殺人事件（9月13日）、長野・愛知4連続強盗殺人事件（9月17日に犯人逮捕）、大牟田4人殺害事件（9月21日発覚）と、日本各地で被害者が大量に上ったり、幼い子供が犠牲になったりする凶悪な殺人事件が短期間に相次いで発生していた。警察庁は『平成16年の犯罪情勢』で、同年に発生した主な殺人事件の事例として、本事件と豊明母子4人殺害事件、長野・愛知4連続強盗殺人事件、大牟田4人殺害事件を挙げている。
事件から14年が経過した2018年7月末時点でかつての被害者宅は更地となり、跡地には太陽光パネルが設置されている。

### 刑事裁判の判決文・法務省発表
- 神戸地方裁判所第4刑事部判決 2009年（平成27年）5月29日 『判例時報』第2053号150頁・裁判所ウェブサイト掲載判例・『TKCローライブラリー』（LEX／DBインターネット） 文献番号：25441321、平成16年(わ)第1064号／平成16年(わ)第1157号、『殺人，殺人未遂，現住建造物等放火被告事件』。
  - 判決内容：死刑・骨すき包丁2丁の没収（求刑・同。被告人側は控訴）
  - 裁判官：岡田信（裁判長）・森岡孝介・荒金慎哉
  - 神戸地方検察庁検察官：藤井理
  - 参照法令：刑法第39条

TKC
事案の概要
被告人が、近隣に居住する親族や隣人ら7名を殺害し、1名に重傷を負わせ、その後、母と同居していた自宅にガソリンを撒くなどして放火してこれを全焼させた殺人、殺人未遂及び現住建造物等放火の事案で、本件各犯行は被告人の形成してきた人格障害の影響のほか、被害者らに対する憎悪や被害念慮等を原因とするものであって、てんかんと関連すると思われる表出性言語障害等の影響についても、責任能力の著しい低下を招くものとはいえないから、被告人には、本件各犯行当時、完全責任能力が認められるとして、被告人を死刑に処した事例。
要旨
1. 持続性妄想性障害（パラノイア）の影響による心神喪失又は心神耗弱、もしくは、表出性言語障害の影響等による心神耗弱の主張について、被告人が隣人らから理不尽な扱いを受けていると感じ、これらの者に対して殺意を抱いたことは、被告人の立場に置かれた通常人であってもそのような考えを抱くことはありえ、必ずしも現実と程遠いものではないから、持続性妄想性障害にいう「妄想」に該らず、したがって、被告人は本件犯行当時妄想性障害に罹患しておらず、表出性言語障害等の影響も責任能力の著しい現象を招くものではないから、被告人には本件当時、完全責任能力が認められると判断した。
2. 死刑の求刑の当否について、死刑が人命を永遠に奪い去る冷厳な極刑であり、真にやむを得ない場合にのみ適用すべき窮極の刑罰であることにかんがみても、本件各犯行の罪質、動機、犯行態様ことに殺害の手段方法の残虐性、非情性、7名もの尊い生命が奪われたという結果の格別の重大性、遺族の被害感情の厳しさ、社会的影響、犯行後の情状等からすると、被告人の罪責はあまりにも重大であって、被告人に有利な情状を最大限考慮に入れても、罪刑の均衡、特別予防、一般予防等の見地からして、被告人に対しては、極刑をもって臨むしかない、と判断した。

- 大阪高等裁判所第4刑事部判決 2013年（平成25年）4月26日 『TKCローライブラリー』（LEX／DBインターネット） 文献番号：25540670、平成21年(う)第967号、『殺人，殺人未遂，現住建造物等放火被告事件』。
  - 判決内容：被告人側控訴棄却（死刑判決を支持・被告人側は上告）
  - 裁判官：米山正明（裁判長）・佐藤洋幸・竹尾信道

事案の概要（TKC）
被告人が、近隣に居住する親族や隣人ら7名を殺害し、1名に重傷を負わせ、その後、母と同居していた自宅にガソリンを撒くなどして放火してこれを全焼させた殺人、殺人未遂及び現住建造物等放火で起訴されたところ、原判決は、本件各犯行は被告人の形成してきた人格障害の影響のほか、被害者らに対する憎悪や被害念慮等を原因とするものであって、てんかんと関連すると思われる表出性言語障害等の影響についても、責任能力の著しい低下を招くものとはいえないから、被告人には、各犯行当時、完全責任能力が認められるとして、被告人を死刑に処したため、被告人が控訴した事案において、二次妄想ないし妄想様観念が妄想性障害の操作的診断の基準である妄想に該当する結果、被告人が当時妄想性障害に罹患していたと診断されるとしても、被告人の妄想の実態、程度及び被告人の性格傾向を合わせて考察すれば、本件各犯行において、上記の病的な障害が事理弁識及び行動制御能力に著しい影響を及ぼしていたと認めることはできず、本件犯行当時の被告人は完全責任能力の状態にあったとの原判決の認定は相当として是認できるというべきであるとして、控訴を棄却した事例。
- 最高裁判所第二小法廷判決 2015年（平成27年）5月25日 『最高裁判所裁判集刑事編』（集刑）第317号1頁・『判例タイムズ』第1415号77頁・『判例時報』第2265号123頁・『裁判所時報』第1628号4頁・裁判所ウェブサイト掲載判例・『TKCローライブラリー』（LEX／DBインターネット） 文献番号：25447264、平成25年(あ)第729号、『殺人，殺人未遂，現住建造物等放火被告事件』。
  - 判決内容：被告人側上告棄却（死刑判決確定）
  - 裁判官：千葉勝美（裁判長）・小貫芳信・鬼丸かおる・山本庸幸
  - 検察官：徳久正
  - 被告人Fの弁護人：明石博隆・戸谷嘉秀・谷林一憲

事案の概要（TKC）
被告人が、自宅の東西に隣接する2件の家屋内等において、親族を含む隣人ら8名を、順次、骨すき包丁で突き刺すなどして、7名を殺害し、1名に重傷を負わせた後、母親が現住する自宅にガソリン等をまいて放火し、全焼させた事案の上告審において、被告人の事理弁識能力及び行動制御能力が著しく低下していたとまでは認められないとする原判決は、経験則等に照らして合理的なものといえ、事実誤認があるとは認められないとし、また、量刑についても、原判決が維持した第1審判決の死刑の科刑は、是認せざるを得ないとし、上告を棄却した事例。
判示事項（判例タイムズ）
妄想性障害に罹患していた被告人が実行した殺人、殺人未遂等の事案につき、事理弁識能力及び行動制御能力が著しく低下していたとまでは認められないとされた事例
判示事項（裁判所ウェブサイト）
1. 妄想性障害に罹患していた被告人が実行した殺人，殺人未遂等の事案につき，事理弁識能力及び行動制御能力が著しく低下していたとまでは認められないとする原判決が是認された事例
2. 死刑の量刑が維持された事例（加古川８人殺傷事件）

- 法務省による死刑執行の発表 - 『法務大臣臨時記者会見の概要』（プレスリリース）法務省（法務大臣：古川禎久）、2021年12月21日。オリジナルの2021年12月23日時点におけるアーカイブ。2021年12月22日閲覧。

### 書籍
- 年報・死刑廃止編集委員会 著、（編集委員：岩井信・可知亮・笹原恵・島谷直子・高田章子・永井迅・安田好弘・深田卓） 編『オウム死刑囚からあなたへ 年報・死刑廃止2018』（初版第1刷発行）インパクト出版会、2018年10月25日、267,270頁。ISBN 978-4755402883。
- 片岡健『平成監獄面会記　重大殺人犯７人と１人のリアル』笠倉出版社、2019年。ISBN 4773089598。
  - Ｆとの面会記が収録された書籍。
- 漫画・塚原洋一、原作・片岡健『マンガ 「獄中面会物語」』笠倉出版社、2019年。ISBN 4773072202。